# Щербово (Торжокский район)
Ще́рбово — посёлок сельского типа в Торжокском районе Тверской области России. Входит в состав Масловского сельского поселения.

## География
Находится в центральной части региона, в зоне хвойно-широколиственных лесов, в пределах восточной оконечности Валдайской возвышенности, в 30 км к западу от города Торжка, между рекой Осугой и железнодорожной дорогой «Торжок — Соблаго». За Осугой — деревня Астратово Кувшиновского района, в 1,5 км восточнее посёлок Первое Мая.

### Климат
Климат характеризуется как умеренно континентальный, влажный, с морозной зимой и умеренно тёплым летом. Среднегодовая температура воздуха — 3,9 °C. Средняя температура воздуха самого холодного месяца (января) — −10,2 °C (абсолютный минимум — −48 °C); самого тёплого месяца (июля) — 16,9 °C (абсолютный максимум — 35 °C). Вегетационный период длится около 169 дней. Годовое количество атмосферных осадков составляет около 575—600 мм, из которых большая часть выпадает в тёплый период. Снежный покров держится в течение 135 −140 дней. Среднегодовая скорость ветра варьирует в пределах от 3,1 до 4,1 м/с.

## История
В Списке населенных мест 1859 года в Новоторжском уезде значится владельческое сельцо Щербово при реке Осуге. Владельцы усадьбы — дворяне
Повало-Швейковские. В 1920 году на базе усадьбы организован совхоз «Щербово».

## Население
| 1996 | 2002 | 2008 | 2010 |
| ---- | ---- | ---- | ---- |
| 42   | ↗43  | ↘30  | ↘28  |

### Историческая численность населения

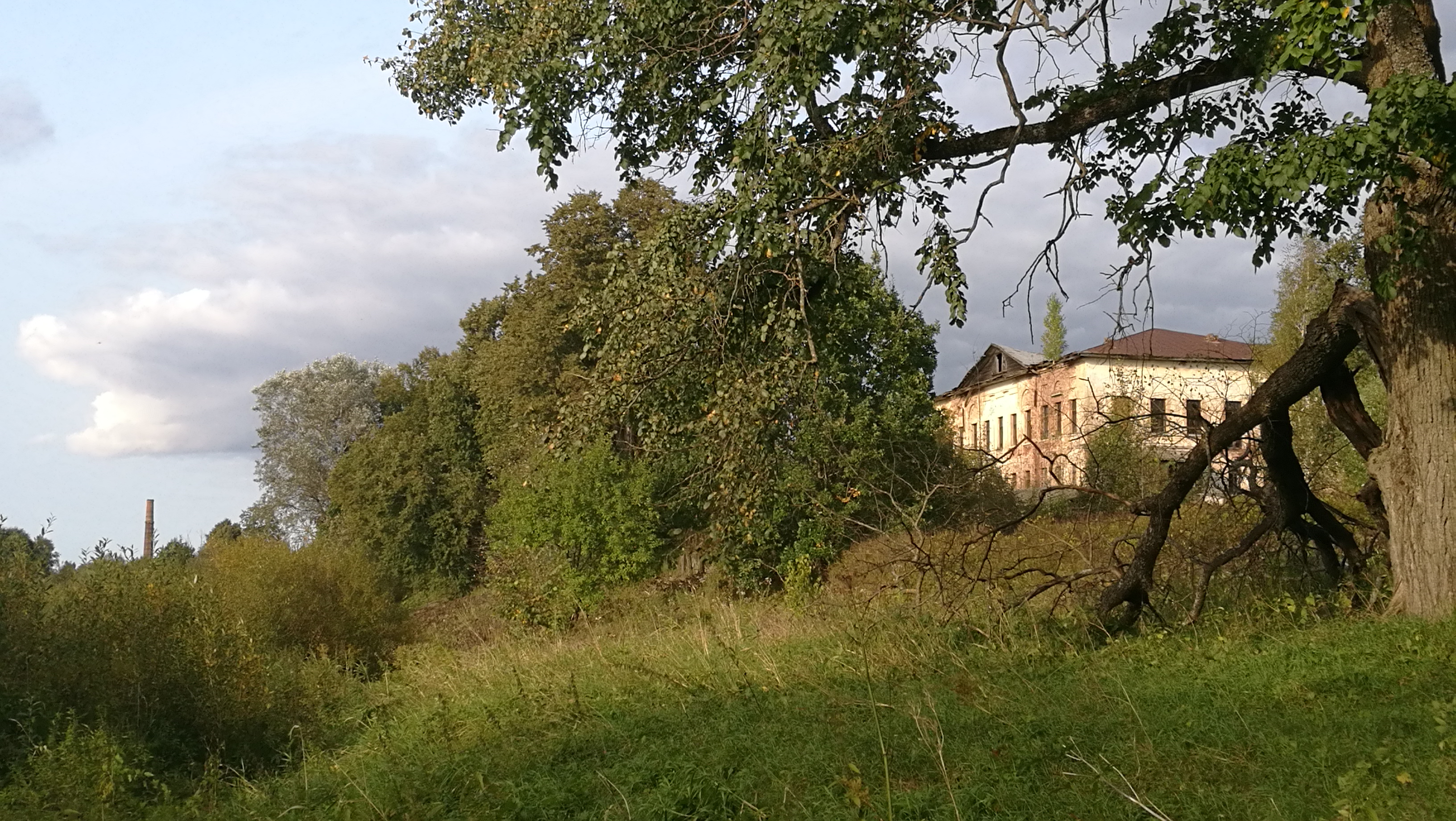
Усадьба и парк Щербово

По переписи 1920 года в Щербово — 8 дворов, 48 жителей.
В 1997 году в посёлке Щербово 25 хозяйств, 42 жителя.

## Достопримечательности
Постройки бывшей усадьбы: главный дом, флигель, кухонный флигель (бывший главный дом, перестроен), погреб, 2 хозпостройки, каретный сарай, конюшня, кузница, зернохранилище, здание винокуренного завода, остатки регулярного парка.

## Инфраструктура
Личное подсобное и коллективное хозяйство.

## Транспорт
Железнодорожная станция Щербово (недавно закрытая) находилась в 1,5 км восточнее посёлка